# Did Six Million Really Die?
Did Six Million Really Die? (česky: Zemřelo skutečně šest miliónů?) je jedna z nejznámějších knih popírajících holokaust. Jako autor knihy je uváděno jméno Richard E. Harwood, což je pseudonym připisovaný absolventu historie na Westfield College v Londýně a členu krajně pravicové Britské národní fronty Richardu Verrallovi. V knižní podobě byla publikace vydána v roce 1974 Ernstem Zündelem.
Nejvyšší soud Kanady ji v procesu s Ernstem Zündelem klasifikoval jako knihu dezinterpretující historii obsahující chybně uváděná svědectví a citující neexistující autority, kritizována byla též ze strany některých historiků.